# ABCA12
ATP-binding cassette sub-familie A onderdeel 12, ook wel bekend als ATP-binding cassette transporter 12, is een eiwit dat in het menselijke lichaam onder de gen code ABCA12 geregistreerd staat.
Het gen behoort tot een superfamilie genen genaamd ATP-binding-cassette-familie, die verantwoordelijk zijn voor het transport van moleculen naar de diverse celmembranen. ABCA12 is vooral actief in de diverse huidcellen, alsook in andere weefsels en organen zoals bijvoorbeeld de teelbal, placenta, longen, maag, en de lever. Het is overigens ook vrij actief in de hersenen van de foetus. Het gen is verantwoordelijk voor de normale ontwikkeling van de opperhuid, die dient als een beschermende barrière tussen het lichaam en de buitenwereld. Hoewel de precieze functie van ABCA12 nog niet geheel duidelijk is, suggereren onderzoekers dat het een belangrijke rol speelt bij het transport van lipiden (vet) van en naar de huidcellen, dat gebruikt wordt voor de vorming van de opperhuid (epidermis).
Het ABCA12-gen bevindt zich in chromosoom 2 tussen positie 34 en 35 tussen de DNA-basenparen 215,621,772 en 215,828,656.

## Gerelateerde aandoeningen
Mutaties in het ABCA12-gen zijn de oorzaak van een ernstige huidaandoening genaamd harlequin-type ichthyosis. In de meeste gevallen leidt een mutatie van het ABCA12-gen ertoe dat dit gen niet of onvoldoende geproduceerd kan worden, of in dusdanig verkleinde vorm geproduceerd wordt dat het gen zijn werk niet naar behoren kan uitvoeren. De afwezigheid van het ABCA12-gen veroorzaakt diverse problemen bij het vormen van de opperhuid voor en na de geboorte. Afwijkingen in het transport van lipiden verhinderen de huid bij de ontwikkeling van een goed functionerende externe huid barrière en resulteert uiteindelijk in een dikke harde schubben huid kenmerkend voor harlekijn ichthyosis.
Mutaties in het ABCA12-gen kunnen ook de oorzaak zijn van een ander ernstige huidaandoening, namelijk lamellar ichthyosis type 2. Mensen met deze huidaandoening hebben een rode, plaat-achtige huid over hun gehele lichaam. De mutaties die plaatsvinden in het ABCA12-gen zorgen ervoor dat een van de aminozuren (de bouwstenen van het gen), vervangen worden door een ander aminozuur. Deze mutaties vinden veelal plaats in belangrijke functionele regionen van het gen (deze regio's zijn verbonden aan het adenosinetrifosfaat (ATP), een molecuul dat energie toevoert uit chemische reacties in het lichaam.) Wijzigingen in de structuur van het ABCA12-gen resulteren erin dat het gen het transport van lipiden niet kan uitvoeren, wat op zijn beurt de ontwikkeling van de huid voor en na de geboorte beïnvloedt.